# Романова, Вера Ивановна
Вера Ивановна Романова (15 мая 1912 - ????) — доярка колхоза имени Жданова Калининского района Сталинградской области, Герой Социалистического Труда (20.11.1958).

## Биография
Родилась 15 мая 1912 года в казачьем хуторе Барминка станицы Алексеевской Хопёрского округа области Войска Донского. 
В возрасте 16 лет пришла в хутор Труд-Рассвет Хопёрского округа, где устроилась работать в детские ясли местной коммуны.
В 1933 году стала работать дояркой в колхозе животноводческой фермы В. И. Романова и вскоре стала одним из передовиков. В годы Великой Отечественной войны помимо работы на ферме работала в поле на уборке урожая. После окончания войны продолжила работать в животноводческой отрасли.
20 ноября 1958 года за выдающиеся успехи в производстве зерна и других продуктов Вере Романовой было присвоено звание Героя Социалистического Труда с вручением ордена Ленина и золотой медали «Серп и Молот».
Вера Романова избиралась депутатом Новоаннинского районного Совета депутатов трудящихся.
В последние годы проживала в Душанбе.

### Герой Социалистического Труда
УКАЗ ПРЕЗИДИУМА ВЕРХОВНОГО СОВЕТА СССР № 408

О присвоении звания Героя Социалистического Труда
работникам сельского хозяйства Сталинградской
области.

За выдающиеся успехи, достигнутые в деле увеличения производ-
ства зерна и других продуктов сельского хозяйства, присвоить звание
Героя Социалистического Труда с вручением ордена Ленина и золотой
медали «Серп и Молот»:

…

19. Романовой Вере Ивановне — доярке колхоза им. Жданова Ка-
лининского района.

…

Председатель Президиума Верховного Совета СССР К. ВОРОШИЛОВ.

Секретарь Президиума Верховного Совета СССР М. ГЕОРГАДЗЕ.

Москва, Кремль. 20 ноября 1958 г.

## Награды
Награждена:
- орденами:
  - Ленина (20.11.1958),
  - Золотая медаль «Серп и Молот» (20.11.1958)
  - четыре медали ВДНХ СССР